# Vasily Ivanovich Kazakov
Vasily Ivanovich Kazakov (tiếng Nga: Василий Иванович Казаков; 18 tháng 7 [6 tháng 7] 1898 - 25 tháng 5 năm 1968) là một Nguyên soái pháo binh của Liên Xô.

## Tiểu sử
Vasily Ivanovich Kazakov sinh ra trong một gia đình nông dân tại Filipovo thuộc tỉnh Nizhny Novgorod. Ông nhập ngũ Quân đội Đế quốc Nga vào tháng 5 năm 1915 và tham gia Chiến tranh thế giới thứ nhất. Sau khi bị thương ở khu vực Riga vào đầu năm 1917, Kazakov được chuyển đến một đơn vị dự bị ở St. Peterburg. Tại đây, ông đã tham gia Cách mạng Tháng Hai. Khi quân đội bị giải tán sau Cách mạng Tháng Mười, ông xuất ngũ. Kazakov sớm tình nguyện gia nhập Hồng quân Liên Xô khi lực lượng này mới thành lập và được giao chỉ huy một khẩu đội pháo trong suốt cuộc Nội chiến Nga và Chiến tranh Ba Lan-Liên Xô. Năm 1925, Kazakov tốt nghiệp Học viện Pháo binh Moskva, gia nhập Đảng Cộng sản Liên minh năm 1932. Hai năm sau, ông hoàn thành chương trình học tại Học viện Quân sự Frunze. Ngày 7 tháng 5 năm 1940, ông được thăng quân hàm Thiếu tướng.
Vào đầu cuộc Chiến tranh Vệ quốc vĩ đại, ông chỉ huy các đội hình pháo binh của Quân đoàn cơ giới 7. Kazakov đã tham gia các trận Smolensk và Moskva, đồng thời phát triển các phương pháp sử dụng pháo chống tăng mới được toàn quân áp dụng. Vào tháng 7 năm 1942, ông được bổ nhiệm làm chỉ huy pháo binh của Rokossovsky tại Phương diện quân Bryansk. Với tư cách đó, ông tiếp tục làm việc với Tướng Rokossovsky tại các Phương diện quân Stalingrad, Don, Trung tâm và Belorussia 1. Vào ngày 17 tháng 11 năm 1942, ông trở thành Trung tướng và được phong hàm Thượng tướng vào ngày 18 tháng 9 năm 1943. Kazakov là một trong những nhà hoạch định các tuyến phòng thủ sâu Kursk. Ông đã tham gia Cuộc tấn công Hạ Dnepr, Chiến dịch Bagration và trong các trận chiến bên trong nước Đức. Vì những đóng góp của mình trong Cuộc tấn công Vistula-Oder, Kazakov đã được trao tặng danh hiệu Anh hùng Liên Xô (Huân chương số 5871) vào ngày 6 tháng 4 năm 1945.

Đại tướng Vasily Kazakov (đứng, bên phải, người cầm điều thuốc) trong lễ ký đầu hàng của quân Đức tại Karlshorst, 9 tháng 5 năm 1945

Sau chiến tranh, ông chỉ huy các đội hình pháo binh của lực lượng quân đội Liên Xô tại Đức, và bắt đầu từ tháng 3 năm 1950, ông là Phó tư lệnh đầu tiên của Binh chủng Pháo binh. Vào tháng 1 năm 1952, ông trở thành tư lệnh, nhưng lại bị giáng chức xuống phó tư lệnh vào tháng 4 năm 1953. Kazakov được thăng quân hàm Nguyên soái vào ngày 11 tháng 3 năm 1955, chỉ huy Lực lượng Phòng không Mặt đất từ năm 1958 đến năm 1965. Sau ba năm làm thanh tra. tại Bộ Quốc phòng, ông qua đời tại Moskva, thọ 69 tuổi vào tháng 5 năm 1968.

## Danh hiệu và giải thưởng
- Anh hùng Liên Xô
- Bốn Huân chương Lenin (8 tháng 10 năm 1942, 21 tháng 2 năm 1945, 6 tháng 4 năm 1945, 30 tháng 7 năm 1958)
- Năm Huân chương Cờ đỏ (12 tháng 4 năm 1942, 27 tháng 8 năm 1943, 3 tháng 11 năm 1944, 24 tháng 8 năm 1948, 22 tháng 2 năm 1968)
- Ba Huân chương Suvorov hạng nhất (29 tháng 7 năm 1944, 18 tháng 11 năm 1944, 29 tháng 5 năm 1945) và hạng 2 (2 tháng 10 năm 1943)
- Huân chương Kutuzov hạng nhất (8 tháng 2 năm 1943)
- Huân chương Sao Đỏ (16 tháng 8 năm 1936)
- Kỷ niệm chương "XX năm Hồng quân Công nhân và Nông dân" (22 tháng 2 năm 1938)
- Huân chương "Vì sự nghiệp bảo vệ Moskva" (ngày 1 tháng 5 năm 1944)
- Huân chương "Vì sự nghiệp bảo vệ Stalingrad" (ngày 22 tháng 12 năm 1942)
- Huân chương "Vì Chiến thắng Đức trong Chiến tranh Vệ quốc Vĩ đại 1941-1945" (ngày 9 tháng 5 năm 1945)
- Kỷ niệm chương "Hai mươi năm chiến thắng trong cuộc chiến tranh vệ quốc vĩ đại 1941-1945" (ngày 7 tháng 5 năm 1965)
- Huy chương "Vì việc chiếm Berlin" (ngày 9 tháng 6 năm 1944)
- Huân chương "Vì sự nghiệp giải phóng Warsaw" (ngày 9 tháng 6 năm 1945)
- Huân chương "Kỷ niệm 800 năm thành lập Moskva" (20 tháng 9 năm 1947)
- Kỷ niệm chương "30 năm Quân đội và Hải quân Liên Xô" (22 tháng 2 năm 1948)
- Kỷ niệm chương "40 năm Lực lượng vũ trang Liên Xô" (18 tháng 12 năm 1957)
- Kỷ niệm chương "50 năm Lực lượng vũ trang Liên Xô" (23 tháng 2 năm 1968)
- Huân chương Virtuti Militari (Ba Lan, Nga) hạng 4 (Ba Lan, 24 tháng 4 năm 1946)
- Huân chương Chữ Thập Grunwald hạng nhì (Ba Lan, ngày 24 tháng 4 năm 1946)
- Huy chương "Vì Oder, Neisse, Biển Baltic" (Ba Lan, ngày 26 tháng 10 năm 1945)
- Huy chương "Vì Warsaw. 1939-1945" (Ba Lan, ngày 26 tháng 10 năm 1945)
- Huân chương "tình hữu nghị Xô-Trung" (Trung Quốc, ngày 23 tháng 2 năm 1955)